# Kristian Hegaard
Kristian Würtz Hegaard, né le 18 janvier 1991 à Frederiksberg (Danemark), est un homme politique danois, membre de Radikale Venstre et député au Folketing de 2019 à 2021.

## Biographie
Kristian Hegaard suit des études de droit à l'université de Copenhague, dont il est diplômé en 2019.
Engagé au sein de Radikale Venstre, il est élu conseiller municipal de Fredensborg à 18 ans lors des élections locales de novembre 2009. Il est réélu en 2013 et en 2017,.
En mars 2015, il lui est interdit de participer à une délibération du conseil municipal sur les prestations aux personnes handicapées en raison d'un conflit d'intérêt, Hegaard étant lui-même handicapé et bénéficiaire de l'aide concernée. Il conteste cette décision, finalement reconnue illégale en novembre par l'autorité de supervision des communes.
Il est candidat aux élections législatives de juin 2015 mais ne parvient pas à remporter de siège, devenant seulement deuxième suppléant pour son parti dans la circonscription de Seeland du Nord. À ce titre, il siège comme membre temporaire du Folketing du 18 avril au 1er juillet 2017, pendant une absence du député Martin Lidegaard.
Il est de nouveau candidat lors des élections législatives de juin 2019, lors desquelles il est élu député de plein exercice. Il devient alors le porte-parole de son groupe parlementaire pour les questions de justice.
En octobre 2020, après que Morten Østergaard ait annoncé sa démission de la présidence de Radikale Venstre, il soutient la candidature victorieuse de Sofie Carsten Nielsen pour lui succéder.
En août 2021, il annonce démissionner de son mandat parlementaire et quitter la vie politique, après avoir admis avoir eu un comportement inapproprié sous emprise d'alcool lors d'une fête.
En septembre 2022, il rejoint l'université de Copenhague où il commence l'écriture d'une thèse de droit sur le sujet des commissions d'enquête et de la responsabilité des agents publics.